# Syncephalis viridis
Syncephalis viridis är en svampart som beskrevs av Faurel & Schotter 1965. Syncephalis viridis ingår i släktet Syncephalis och familjen Piptocephalidaceae.   Inga underarter finns listade i Catalogue of Life.